# Радзіковиці
Радзіковиці (пол. Radzikowice) — село в Польщі, у гміні Ниса Ниського повіту Опольського воєводства.
Населення — 402 особи (2011).

## Демографія
Демографічна структура станом на 31 березня 2011 року:
|          | Загалом | Допрацездатний вік | Працездатний вік | Постпрацездатний вік |
| -------- | ------- | ------------------ | ---------------- | -------------------- |
| Чоловіки | 207     | 44                 | 152              | 11                   |
| Жінки    | 195     | 35                 | 114              | 46                   |
| Разом    | 402     | 79                 | 266              | 57                   |